# 金属有机框架

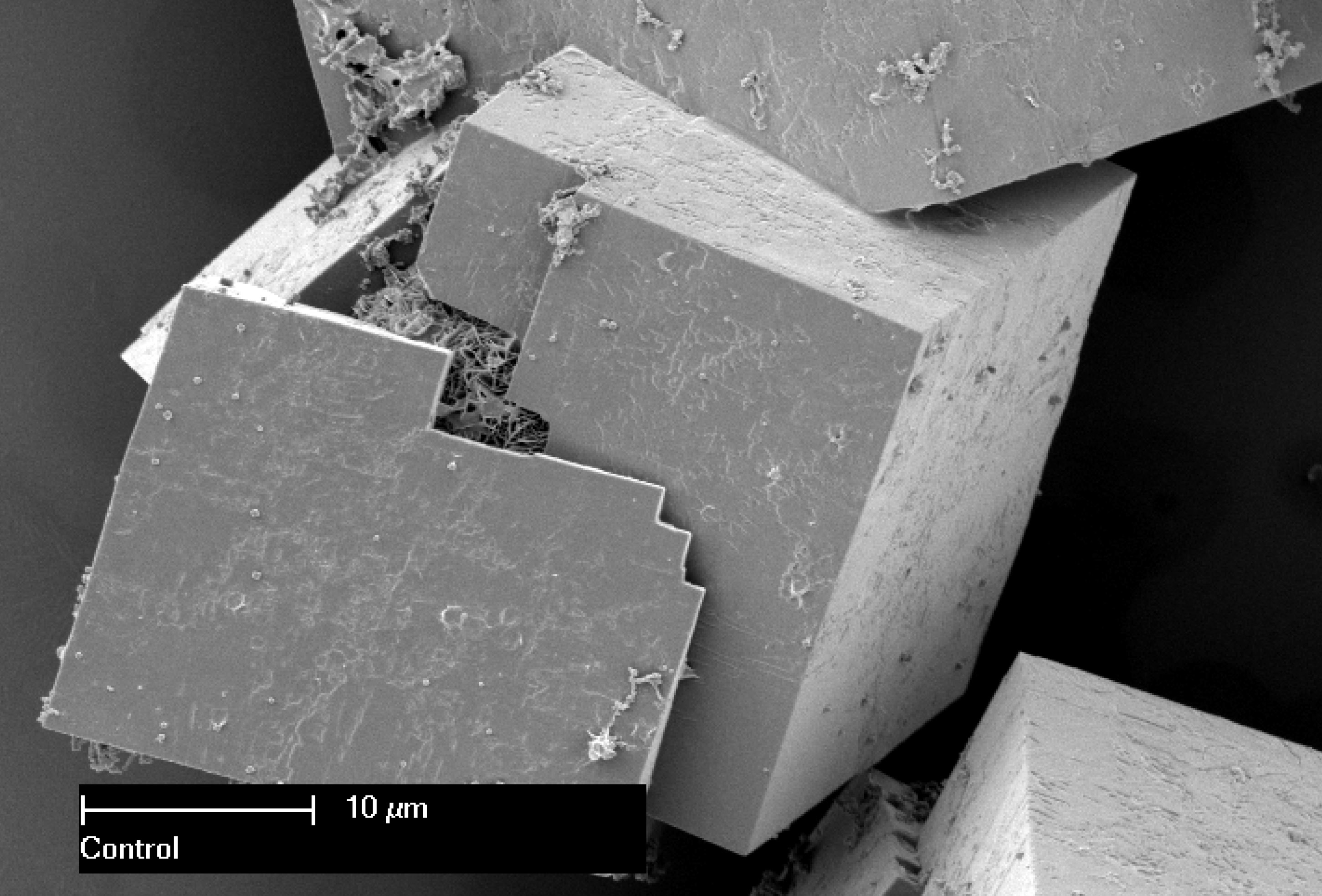
一种MOF晶体的扫描电子显微镜图像

金属有机框架又譯金属有机骨架（英语：Metal Organic Frameworks，缩写：MOFs）是一类多孔高分子，结合起两门经常被分开的化学学科——无机化学和有机化学。MOF由有机配体配位的金属原子或原子簇构成一维、二维或三维的结构。所用的有机配体有时被称为“支撑体”（strut）或“连接体”（linker），例如1,4-苯二甲酸。

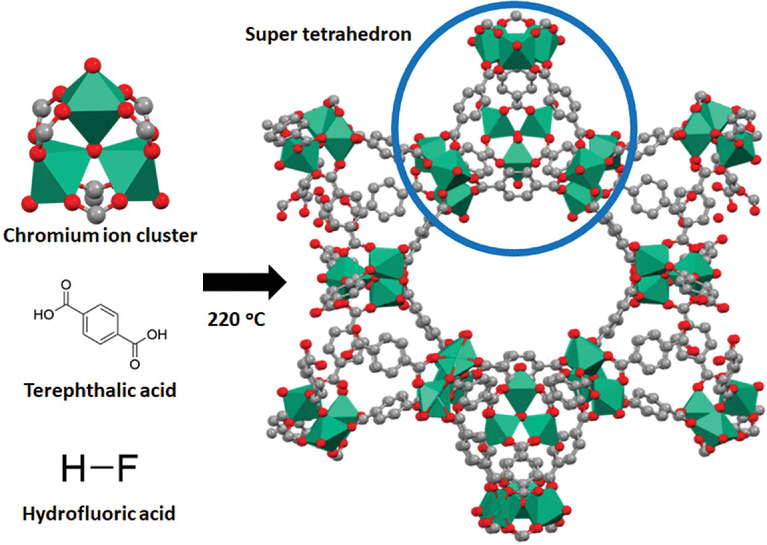
MIL-101 MOF 。每个绿色八面体由中心Cr原子和角落的六个氧原子（红球）组成。

金属有机框架是一种潜在的多孔扩展结构，由金属离子和有机连接体构成。扩展结构是指其子单元以恒定的比例重复排列。“配位网络”是一种通过重复的配位单元，在一维方向上扩展的配位化合物，但在两个或多个独立链、环或螺旋连接体之间具有交联，或者是通过重复的配位单元在二维或三维方向上扩展的配位化合物，而MOFs就是配位网络的一种子类。包括MOFs在内的配位网络进一步属于配位聚合物，是一种重复的配位单元在一维、二维或三维方向上扩展的配位化合物。大多数文献中报道的MOFs是晶体化合物，但也有无定形MOFs，以及其他无序相。

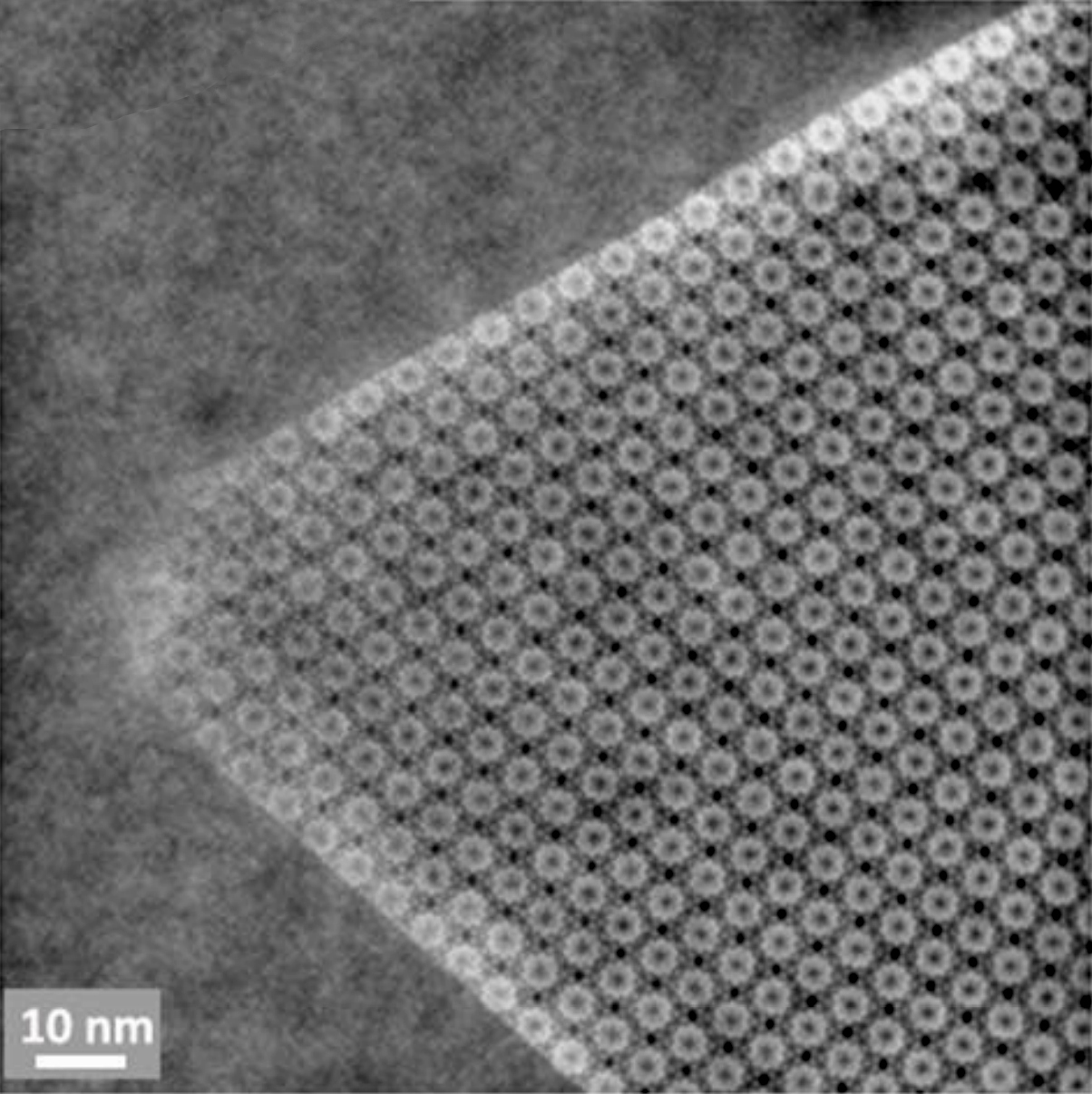
MIL-101晶体的电子显微照片。

大多数情况下，MOFs的孔隙在去除客体分子（通常是溶剂）时保持稳定，并且可重新填充其他化合物。由于这一特性，MOFs在气体存储（如氢气和二氧化碳）方面具有应用潜力，另外也可能应用于包括气体净化、气体分离、水处理，催化剂、电导固体以及超级电容器等领域。
MOFs的合成与性质构成了“网状化学”（reticular chemistry）这一学科的主要研究方向。与MOFs不同，共价有机框架（COFs）完全由轻元素（H、B、C、N、O）构成，并具有扩展结构。

## 历史
1995年，奧馬爾·亞基通过使用基于羧酸盐的连接体制备了金属有机结构的结晶，这一突破为创造稳定且晶体化的多孔材料铺平了道路。1998年，他提出了次级建筑单元（SBUs）的概念，使用金属-羧酸盐簇作为构建具有永久孔隙性的框架的刚性建筑块，进一步推动了这一领域发展。这一创新使得精确的结构设计成为可能，并提高了机械稳定性，使MOFs能够在工业条件下保持其孔隙性。亞基还测量了这些材料的气体吸附等温线，证明了它们在气体存储和分离应用中的潜力。
1999年，开发出了首个表现出超高孔隙度的MOF——MOF-5。MOF-5由氧化锌簇和对苯二甲酸连接体构成，展现出高表面积、结构坚固和多样性等独特特性，确立了MOFs作为一种平台技术，其应用范围从气体存储和分离到催化和传感。凭借在MOFs领域的开创性工作，亞基被广泛认为是网状化学的创始人。

## 结构

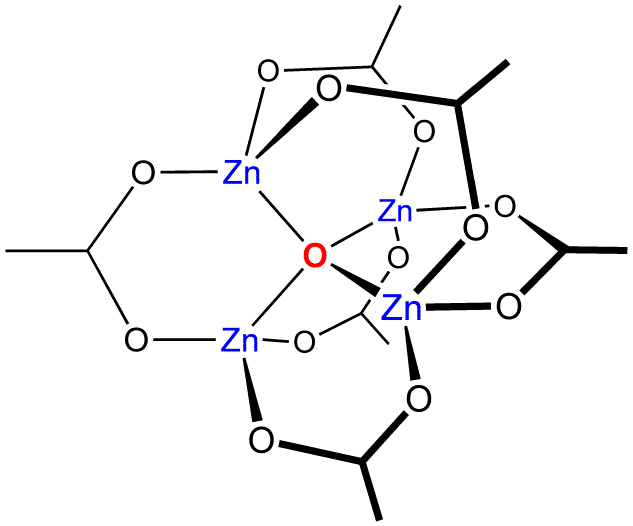
SBU通常衍生自基本的醋酸锌结构，其中的醋酸盐被刚性的二羧酸和三羧酸所取代。

金属有机框架由两个主要成分组成：无机金属簇（通常被称为次级建筑单元或SBU）和一种称为连接体的有机分子。因此，MOFs通常也称为“有机-无机混合材料”（hybrid organic-inorganic materials）。有机单元通常是一价、二价、三价或四价配体。金属和连接体的选择决定了MOF的结构，从而影响其特性。例如，金属的配位偏好通过决定多少配体可以与金属结合以及结合的方向，影响孔隙的大小和形状。
|          |   | 无机维度       |                       |                       |                |
| 0        | 1 | 2              | 3                     |                       |                |
| 有机维度 | 0 | 分子复合物     | 杂化无机链            | 混合无机层            | 三维无机混合物 |
| 有机维度 | 1 | 链式配位聚合物 | 混合无机-有机层       | 混合无机-有机三维骨架 |                |
| 有机维度 | 2 | 层状配位聚合物 | 混合无机-有机三维骨架 |                       |                |
| 有机维度 | 3 | 三维配位聚合物 |                       |                       |                |

有一种命名系统可描述金属有机框架的结构。MOF的子单元称为次级建筑单元（SBUs），可以通过几种结构常见的拓扑来描述。每种拓扑，也称为网络（net），被分配一个符号，由三个加粗的小写字母组成。例如，MOF-5具有“pcu”网络。
附着在SBUs上的是橋接配體。对于MOFs，典型的桥接配体是二羧酸和三羧酸。这些配体通常具有刚性的骨架，包括对苯二甲酸、联苯-4,4′-二甲酸（BPDC）以及均苯三甲酸。

## 常见的金属有机框架
| MOF名称    | 分子式                                  | 连接配体                           | 颜色 | 空间群 | 注释                                       |
| ---------- | --------------------------------------- | ---------------------------------- | ---- | ------ | ------------------------------------------ |
| DUT-5      |                                         | 4,4'-联苯二甲酸                    |      |        |                                            |
| HKUST-1    | Cu3(C9H3O6)2(H2O)3                      | 均苯三甲酸                         |      |        |                                            |
| MIL-53(Cr) | Cr(OH){O2CC6H4CO2}                      | 对苯二甲酸                         |      |        | 其它三价金属的类似物，如MIL-53(Al)是已知的 |
| MIL-68     |                                         | 对苯二甲酸                         |      |        |                                            |
| MIL-88B    |                                         | 对苯二甲酸                         |      |        |                                            |
| MOF-5      | Zn4O(O2CC6H4CO2)3                       | 对苯二甲酸                         | 白色 |        | 具有穿插结构的MOF-5命名为MOF-5-int         |
| MOF-74     |                                         | 2,5-二羟基-1,4-苯二甲酸            |      |        |                                            |
| NOTT-202   | (Me2NH2)1.75[In(L)]1.75·(DMF)12·(H2O)10 | 3,3',5,5'-四(4-羧基苯基)联苯       | 无色 | F222   | 脱除溶剂得到NOTT-202a                      |
| NU-1000    |                                         | 1,3,6,8-四(4-羧基苯基)芘           |      |        |                                            |
| PCN-14     | Cu2(H2O)2(adip)·2DMF                    | 5,5'-(9,10-蒽二基)二(1,3-苯二甲酸) |      |        |                                            |
| PCN-224    | [Zr6O4(OH)4][TCPP]1.5                   | 5,10,15,20-四(4-羧基苯基)卟啉      |      |        |                                            |
| UiO-66     |                                         | 对苯二甲酸                         | 白色 |        | 类似物：UiO-66(Hf)、UiO-66-NH2等           |
| UiO-67     |                                         | 4,4'-联苯二甲酸                    |      |        |                                            |